# Der Haushaltscheck mit Yvonne Willicks
Der Haushaltscheck mit Yvonne Wilicks, früher Yvonne Willicks – Der Große Haushaltscheck, ist ein Primetime-Reality-TV-Format, in dem Yvonne Willicks die Haushaltsführung von Familien zu optimieren hilft.

## Konzept
Yvonne Willicks betreute in den 24 Folgen bis zur 4. Staffel Familien, die mit ihrem Haushaltsgeld nicht auskamen und erstellte auf einem Flipchart eine Übersicht über Ausgaben und Einnahmen. Hierbei wurden in der Mehrzahl der Fälle keine hoffnungslos überschuldeten Familien betreut, die von der Privatinsolvenz bedroht sind, sondern normale Familien, die mit ihrem Einkommen nicht richtig haushalten können und sich daher beim WDR Fernsehen um die Unterstützung von Yvonne Willicks beworben hatten.
Willicks half den Familien, ihr Fehlverhalten in Bezug auf Haushaltsführung, Ernährung und Konsumverhalten zu erkennen und selbst über Lösungsvorschläge zur Verbesserung der finanziellen Situationen zu entscheiden.
Am Ende der Sendung wurde von den Familien in vielen Fällen ein monatlicher Einnahmenüberschuss erzielt.
Seit der 5. Staffel beschäftigt sich Willicks in ihrer Sendung mit allgemeinen Haushaltstipps und Tests von Produkten.
Ende Oktober und Anfang November 2014 wurde die Sendung auch im Ersten ausgestrahlt.

## Rekrutierung der Familien
Um Familien für die Sendung zu werben, wurden auch Anzeigen in Online-Foren geschaltet, die auf Info-Seiten verwiesen, auf der man sich per E-Mail bewerben konnte.

## Ausstrahlung
- Die 1. Staffel startete am 8. März 2010 mit 6 Folgen.[13]
- Die 2. Staffel mit 5 Folgen begann am 15. November 2010.[14]
- Die 3. Staffel wurde am 30. Mai 2011 gestartet. Sie wird wieder 6 Folgen umfassen.[15]
- Die vierte Staffel wurde im November 2011 gestartet und umfasste 7 Folgen.[16]
- Im Sommer 2012 wurde als 5. Staffel Yvonne Willick – Der Große Haushaltscheck Extra ausgestrahlt, das 5 Folgen (Lebensmittelverschwendung, Messer, Bratpfannen, Kaffeemaschinen, Gartenmöbel) umfasste und allgemeine Haushaltstipps behandelte.[17][18][19]
- Dieses Konzept wurde in der im Januar 2013 ausgestrahlten 6. Staffel mit Reinigungsmitteln, Töpfen, Plastik, Küchenhelfer, Matratzen und Trinkwasser fortgesetzt.[20]

## Kritik
Stefan Niggemeier bemängelt in der Frankfurter Allgemeinen Sonntagszeitung vom 5. Dezember 2010, dass Willicks so natürlich wirke wie „Betongras“ und „die Simulation menschlicher Wärme“ nicht ihre Stärke sei.

## Ähnliche Sendungen
Ein ähnliches Konzept verfolgt Peter Zwegat mit seiner RTL-Sendung Raus aus den Schulden. Dort liegt allerdings der Schwerpunkt auf überschuldeten Haushalten. Bei der Vorgängersendung im WDR Fernsehen, Der Große Finanzcheck mit Michael Requardt (2006–2007) und Kay Bieker (2007–2008), die bis Ende 2008 lief, ging es ebenfalls um eine Sanierung der finanziellen Verhältnisse der Familien.